# Грах-на-Мозеле
Грах-на-Мозеле (нем. Graach an der Mosel) — община в Германии, в земле Рейнланд-Пфальц.
Входит в состав района Бернкастель-Витлих. Подчиняется управлению Бернкастель-Кюс. Население составляет 658 человек (на 31 декабря 2010 года). Занимает площадь 8,64 км².
Коммуна подразделяется на 2 сельских округа.

## Известные уроженцы
- Иоганн Фельтен (1807—1883) — немецкий художник.